# Kaapse roek
De Kaapse roek (Corvus capensis) behoort tot de familie van de kraaiachtigen.

## Verspreiding en leefgebied
Deze soort komt voor in noordoostelijk, oostelijk en zuidelijk Afrika en telt twee ondersoorten:
- C. c. kordofanensis: van Soedan, Eritrea en Somalië tot Oeganda, Kenia en Tanzania.
- C. c. capensis: van Angola, Zambia en Zimbabwe tot Zuid-Afrika.

## Status
De grootte van de populatie is niet gekwantificeerd maar de soort wordt omschreven als plaatselijk algemeen tot talrijk. Op de Rode lijst van de IUCN heeft deze soort de status niet bedreigd.